# Bor-Neutroneneinfangtherapie
Bor-Neutroneneinfangtherapie (englisch Boron Neutron Capture Therapy, BNCT) ist eine noch im Versuchsstadium befindliche Krebstherapie, bei der Bor-Verbindungen in die Krebszellen eingeschleust und dort mit langsamen (thermischen) Neutronen bestrahlt werden. Die dann erfolgende Kernreaktion
{\displaystyle {}^{10}\mathrm {B} +\mathrm {n} \rightarrow {}^{4}\mathrm {He} +{}^{7}\mathrm {Li} +2,8\,\mathrm {MeV} }
setzt schnelle Helium- und Lithium-Ionen frei. Deren Reichweite und damit Zerstörungswirkung gleicht etwa der Ausdehnung einer Zelle.
Entscheidend wichtig für die Methode ist es, ungiftige Bor-Verbindungen zu finden, die sich in Tumorgewebe möglichst viel stärker als in gesundem Gewebe anreichern, so dass dieses dann selektiv durch Neutronenbestrahlung zerstört werden kann. Die Physiologie der Krebszellen, also ihre besonders hohe Proliferationsrate, soll dabei ausgenutzt werden. So wird versucht, Aminosäuren mit hohen Affinitäten zu bestimmten Wachstumsfaktoren an ein Bor-Cluster (Carbaboran-Ikosaeder) zu binden. Vorteil dieses Vorgehens wäre es, dass gesundes Gewebe fast völlig verschont bliebe, denn in Abwesenheit von Bor bewirken langsame Neutronen im Gewebe nur sehr geringe Schäden. 
Falls eine geeignete Borverbindung zur Verfügung steht, die im gesunden Gewebe nur sehr wenig gespeichert wird, könnten tief liegende Tumoren daher „unblutig“ ohne Entfernung davor liegender Teile behandelt werden. In diesem Fall muss das Energiespektrum der eingestrahlten Neutronen so angepasst werden, dass diese durch die Moderatorwirkung des Gewebes beim Erreichen des Tumors gerade die thermische Energie erreicht haben. 
Die Idee zur BNCT wurde bereits 1936 von Gordon L. Locher entwickelt. 1997 wurde in Petten, Niederlande am dortigen Forschungsreaktor ein europäisches Therapiezentrum eröffnet. Inzwischen konnten vielversprechende Ergebnisse bei der Behandlung von bestimmten Hirntumoren erzielt werden.